# 긴사슬 지방산-CoA 연결효소
긴사슬 지방산-CoA 연결효소(영어: Long-chain-fatty-acid—CoA ligase) 또는 긴사슬 지방산-CoA 합성효소(영어: Long-chain-fatty-acid—CoA synthetase) (EC 6.2.1.3)는 복잡한 지방산의 산화를 활성화시키는 연결효소 계열의 효소이다. 지방산 아실-CoA 합성효소(영어: fatty acyl-CoA synthetase)라고도 한다. 긴사슬 지방산-CoA 연결효소는 아데닐화된 중간생성물을 통해 진행되는 두 단계 과정을 통해 지방산 아실-CoA의 형성을 촉매한다. 긴사슬 지방산-CoA 연결효소는 다음의 반응을 촉매한다.
지방산 + CoA + ATP  ⇄  아실-CoA + AMP + PPi
긴사슬 지방산-CoA 연결효소는 세균에서 사람에 이르기까지 모든 생물에 존재한다. 긴사슬 지방산-CoA 연결효소는 지방산의 β 산화를 위한 이전 단계의 반응을 촉매하거나 인지질에 통합될 수 있다.

## 같이 보기
- 지방산 아실-CoA 생성효소
- 트리악신 C